# Dinamička tehnologija energije plime i oseke
Dinamička tehnologija plime i oseke (eng. Dynamic tidal power, u daljnjem teksu DTP) još je neisprobana, ali obećavajuća, tehnologija za dobivanje energije iz plime i oseke. Zamišljena je tako da se napravi dugačka (preko 30 km) struktura nalik brani okomito na obalu s barijerom na kraju koja bi bila paralelna obali, tvoreći tako „T“ oblik. Ova T-brana iskorištavala bi hidrodinamiku valova paralelnih s obalom i uzrokovanih plimom/osekom, stvarajući razliku u visini na suprotnim stranama barijere. Takvi oscilirajući valovi česti su u npr. Kini, Južnoj Koreji i Ujedinjenom Kraljevstvu.
Tehnologiju su 1997. god. osmislili i patentirali danski inženjeri Kees Hulsbergen i Rob Steijn.

## Opis
DTP je 30 km ili više dugačka brana građena okomito na obalu, pružajući se ravno u more, bez da zatvara ikakvu površinu. Na mnogim obalama na svijetu glavna gibanja mora zbog morskih mijena paralelna su s obalom. Cijela masa ubrzava u jednom smjeru, a kasnije istog dana u suprotnom. DTP brana dovoljno je dugačka da ima utjecaj na horizontalno kretanje mora te tako stvara razliku u visini površine vode (eng. „head“). Ta se razlika (računa se na pad od 1 m do 3 m, ali uz jako veliki protok) može iskoristiti za dobivanje snage uz pomoć turbina ugrađenih u branu.

## Razlika visine
Procjene najvećih razlika (snaga je izravno proporcionalna razlici visine) baziraju se na analitičkim i numeričkim modelima. Informacije i podaci o razlici visine zbog prirodnih prepreka također ukazuju na dobar potencijal za izgradnju DTP-a. Razlike mogu biti i do nekoliko metara, zbog nekonstantnog strujanja, puno više nego što bi bilo kod npr. rijeka koje struje konstantno.

## Prednosti

### Velika snaga
Procjene su da bi najveće elektrane ovoga tipa mogle imati snagu i do 15 GW (to je nekakav maksimum, u realnosti bi imale manje). Jedna prosječna DTP elektrana opskrbljivala bi 3 milijuna Europljana. Usporedbe radi, 2009. godine Kanada je proizvela 575 teravatsati električne energije, a to znači da bi jedna jedina elektrana ovakve vrste od 9 GW snage mogla generirati oko 4% ukupne potrebne energije, tj. oko 24 teravatsata godišnje.

### Sigurna snaga
Snaga plime i oseke vrlo je predvidljiva zbog determinističke pirode samog procesa koji je uz to i neovisan o vremenu (meteorološkom) ili klimi. Izlazna snaga, dakako, ovisi o trenutnoj fazi (plima/oseka; jake/mrtve mijene), ali problem se može izbjeći izgradnjom 2 brana na međusobnoj udaljenosti od oko 150 km do 250 km. Tako, dok jedna daje maksimalnu snagu, druga daje minimalnu, i obrnuto. To pruža predvidljivu i prilično stabilnu opskrbu mreže.

### Velika dostupnost
DTP ne zahtijeva veliku prirodnu razliku visine između plime i oseke, nego otvorenu obalu gdje se plimno širenje odvija uz, tj. paralelno s obalom. Takvih mjesta na svijetu ima dosta, što znači da je potencijal iznimno velik. Ukupna dostupna snaga uz kinesku obalu procjenjuje se na između 80 i 150 GW.

### Potencijal za druge funkcije
Takve bi strukture mogle poslužiti i za druge stvari kao što su zaštita obale od tsunamija i velikih valova, LNG (ukapljeni zemni plin) terminale, centre za akvakulturu ili čak kao veza između otoka i kopna. To bi uvelike smanjilo troškove, ne ukupne, ali različite industrije bi ulagale te bi pojedine tako bile uvelike financijski rasterećene.

## Izazovi

### Financijski
Najveći izazov je taj da se funkcionalnost DTP-a ne može dokazati drukčije, nego da se stvarno izgradi i pusti u pogon. Pratkički je beskorisno testirati ovu tehnologiju na umanjenim modelima, snaga koju daju suviše je mala. Čak ni brana od 1 km ne bi bila mjerodavna jer tehnologija radi na principu kod kojega se snaga povećava kvadratično kako se povećava duljina brane (i razlika visine i volumen se povećaju više-manje linearno s duljinom brane, što rezultira kvadratičnim povećanjem snage). Za ekonomsku isplativost brana bi trebala biti dugačka barem 30 km, što iziskuje puno novca, a upitno je isplati li se riskirati.

### Ekološki
Nažalost, područja koja dolaze u obzir za izgradnju neki su od najgušće naseljenih ekosustava, bilo životinjskim, bilo biljnim svijetom. Promjene u razini vode mogu ga ugroziti te može doći do promjene sastava morske vode. Postoji i opasnost da bi ribe mogle uplivati u turbine. Ako se smanji broj živih organizama u moru, uglavnom odlaze i okolne ptice. Čitav ekosustav bi se mogao promijeniti.

## Demonstracija
Demonstracija zamišljena u Kini ne bi uključivala izgradnju brane, već bi se probio uzak kanal kroz duguljasti poluotok. Kanal bi stvarao razliku svega 1 do 2 m i bio opremljen turbinama sličnim kakve bi bile u pravoj brani, ali, naravno, manjima.

## Trenutno stanje razvoja
Nijedna DTP brana nikada nije izgrađena iako postoje sve mogućnosti za to. Raznim matematičkim i fizikalnim metodama može se predvijeti razlika visine površine vode između jedne i druge strane. Slične interakcije mora sa zaprekama promatrane su na drugim objektima poput projekata Delta Works i Afsluitdijk u Nizozemskoj. Također se dobro poznaje i interakcija mora, zbog dizanja/spuštanja, s prirodnim poluotocima te se to znanje može primijeniti i na ovakve brane. Razlike u visini dobivene promatranjem relativno su bliske onima dobivenim matematičkim i fizikalnim modelima.
Najbitniji elementi ovakvog sustava:
- dvosmjerne turbine primjerene za velike volumene vode

- dobro osmišljene metode za izgradnju same brane (moguće je npr. uz pomoć kesona, komora za izgradnju pod vodom)

- prikladna lokacija

## Nedavna događanja
Krajem 2011. nizozemsko Ministarstvo Gospodarstva, Poljoprivrede i Inovacija novčano je potaknulo tvrtke Strukton i ARCADIS za izgratdnju DTP-a s oko 930000 eura, koliko otprilike ulažu i ostali partneri. Plan je da se provede detaljna analiza opće isplativosti izgradnje DTP-a u Kini, uz pomoć kineske vlade. Najbitnije su stvari o kojima se raspravljalo lokacija, a zatim i potvrda mogućnosti izgradnje jedne ili dvaju tzv. „pilot“ elektrana (prvih ikad napravljenih te vrste) negdje u Kini te nakon toga, ako se pokaže mogućim i prave, u punoj veličini.
Tijekom 2012. i 2013. Kina i Danska u mnogo su navrata razgovarale o ovakvoj tehnologiji dobivanja energije, ali nikada ništa nije ostvareno, barem ne u smislu izgradnje.
Dakako, od DTP-a se nije odustalo. Uz veliku potporu kineske vlade, uglavnom danski i kineski znastvenici i inženjeri, ali i ekonomisti i dalje rade na slučaju. Sve stranke iznijele su svoje rezultate na velikom tehničkom seminaru 3. – 4. travnja 2014. u Hangzhou. Manji sastanak održan je nedugo nakon toga, a na njemu se raspravljalo o rezultatima testiranja turbina. Na Tidal Summitu u Londonu, 2014., raspravljalo se i o ekonomiji mogućeg projekta.
Europska komisija navelike ulaže u nove tehnologije pod okriljem programa HORIZON 2020, a to naravno uključuje i DTP.

## Zaključak
Najveći je problem DTP-a veličinu tehnologije pretvoriti u prednost. Ako se DTP brana može iskoristiti kao npr. zaštita od poplava ili mjesto za postavljanje vjetroagregata, rješava se problem troška proizvodnje energije. Osim toga, ovaj projekt pomogao je u razumijevanju načina na koji se giba more tokom plime i oseke te je potaknuo daljnji razvoj turbina za male padove.

## Vanjske poveznice
- www.Obnovljivi.com
- www.renewableenergyworld.com
- www.europeancomission-horizon2020.com